# Menzel (kráter)

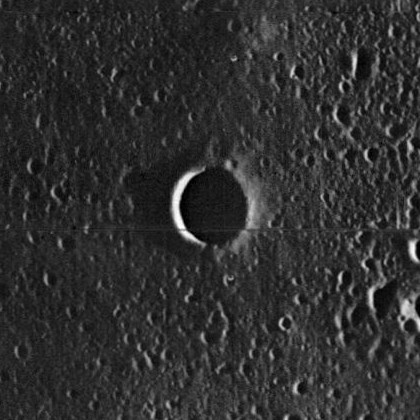

Menzel je malý impaktní kráter o průměru 3 km nacházející se ve východní části Mare Tranquillitatis (Moře klidu) na přivrácené straně Měsíce. Jeho okolí neoplývá příliš zajímavým terénem, pouze západo-severozápadně leží lávou zaplavený kráter Maskelyne F. Dále na východ by pozorovatel nalezl kráter Zähringer.
Je pojmenován podle amerického astrofyzika Donalda Howarda Menzela.